# تپه فارسجین
تپه فارسجینقزوین  مربوط به دوران‌های تاریخی پس از اسلام است و در شهرستان تاکستان، روستای فارسجین واقع شده و این اثر در تاریخ ۲۵ اسفند ۱۳۷۸ با شمارهٔ ثبت ۲۶۲۶ به‌عنوان یکی از آثار ملی ایران به ثبت رسیده است. در این تپه ابینه تاریخی دو قبر تاریخی منصوب به امامان رافضی وجود دارد.